# Mariana Castillo Deball
 Mariana Castillo Deball (Ciudad de México, 1975) estudió artes visuales en la Escuela Nacional de Artes Plásticas (ENAP) en la Universidad Nacional Autónoma de México, realizó estudios de posgrado en la Jan van Eyck Academie en Maastricht, Holanda y en 2011 finalizó la residencia Deutsche Akademischer Austauschdiens en Berlín, Alemania.

## Obra
La artista mexicana muestra interés por las relaciones entre arte, historia e historiografía y por la manera en la que las instituciones, las bibliotecas o los propios museos clasifican de forma simbólica el mundo mediante la publicación de catálogos, a través de sus colecciones o la creación de archivos.
Un ejemplo de este interés: su obra Do ut des (2009) fue realizada a partir de una colección de libros de historia de arte (The Museums of the world, 1970).
Exposiciones individuales
- Institute of Chance, Stedelijk Museum voor Actuele Kunst, Ámsterdam, 2004.
- Estas Ruinas que ves, Museo de Arte Carrillo Gil, Ciudad de México, 2006.
- Kaleidoscopic Eye, Kunst Halle Sankt Gallen, Suiza, 2009.
- Between you and the image of you that reaches me, Museum of Latin American Art, Long Beach, California, 2010.
- Este desorden construido, autoriza geológicas sorpresas a la memoria más abandonada, Museo Experimental El Eco, Ciudad de México, 2011.
- What we caught we threw away, what we didn’t catch we kept , Chisenhale Gallery, Londres, 2013.[2][3]

## Premios
- 2004 Prix de Rome, Holanda.[4]
- 2009 Ars Viva Prize otorgado por Kulturkreis der deutschen Wirtschaft de Alemania.[5]
- 2012 Zurich Art Price otorgado por la fundación Haus Konstruktiv de Suiza.[6]
- 2012 Henry Moore Fellowship.[7]
- 2013 Preis der Nationalgalerie für Junge Kunst Hamburger Bahnhof, Alemania.